# Liste deutscher Adelsgeschlechter/M
| Name                                     | Zeitraum                           | Anmerkungen | Wappen                                                                  |
| ---------------------------------------- | ---------------------------------- | --- | ----------------------------------------------------------------------- |
| Machwitz                                 | seit 1236                          | vogtländisches Uradelsgeschlecht (erloschen?) |                                                                         |
| Mackensen                                | seit 1598                          | zwei deutsche Adelsgeschlechter unterschiedlicher Herkunft und Wappen; 1) 1888 Braunschweigischer Adelsstand; 2) 1899 preußischer Adelsstand |                                                                         |
| Madai                                    | seit 1766                          | deutsches, ursprünglich aus Niederungarn stammenden Briefadelsgeschlecht, Reichsadelstand 14. Januar 1766 |                                                                         |
| Maercken zu Geerath                      | seit 1535                          | aus dem Rheinland stammendes Adelsgeschlecht; 1640 rittermäßiger Reichsadelstand; 1742 Reichsfreiherrnstand |                                                                         |
| Maffei                                   | ?                                  | mehrere italienische sowie österreichisch-deutsche Adelsgeschlechter |                                                                         |
| Magenheim                                | 1147 bis Ende 14. Jh.              | mittelalterliches Hochadelsgeschlecht im Zabergäu und Kraichgau |                                                                         |
| Maggenberg                               | 1157–1370                          | erloschenes Rittergeschlecht im heutigen Kanton Freiburg in der Schweiz | –                                                                       |
| Magnis                                   | seit 1350                          | ursprünglich lombardisches, dann österreichisch-böhmisch-mährisches und schlesisches Adelsgeschlecht; 1622 Freiherrenstand; 1637 Reichsgrafenstand |                                                                         |
| Magnus                                   | seit 1853                          | preußisches Adelsgeschlecht |                                                                         |
| Mairhofen                                | ?                                  | erloschenes fränkisches Adelsgeschlecht |                                                                         |
| Maisach                                  | seit 1078/98                       | edelfreies bayerisches Adelsgeschlecht |                                                                         |
| Maissau                                  | 1122–1440                          | österreichisches Ministerialengeschlecht |                                                                         |
| Malanotti                                | ab 1520                            | Adelsgeschlecht aus dem Trentino; 1612 rittermäßiger Adelsstand für das Reich und die Erblande; 1700 neues Ritterstandsgeschlecht Niederösterreichs; 1702 alter böhmischer Ritterstand |                                                                         |
| Malemann                                 | 12. bis 15. Jh.                    | erloschenes westfälisches Adelsgeschlecht |                                                                         |
| Mallinckrodt                             | seit 1241                          | westfälisches Uradelsgeschlecht aus der Grafschaft Mark |                                                                         |
| Malotki (Mlotk)                          | seit 1515                          | kaschubisches Adelsgeschlecht aus Hinterpommern |                                                                         |
| von der Malsburg                         | seit 1124                          | niederhessisches Uradelsgeschlecht; 1809 königlich westfälischer Grafenstand; 1813 westfälische Anerkennung des Freiherrenstandes |                                                                         |
| Malschitzky                              | 15.–18. Jh.                        | kaschubisch-hinterpommersches Adelsgeschlecht, zuletzt auch in Mecklenburg-Strelitz bedienstet |                                                                         |
| Malsen                                   | seit 1076                          | geldernsches Uradelsgeschlecht; 1680 elsässischer und später bayerischer Freiherrenstand |                                                                         |
| Malsleben                                | seit 1205                          | Thüringer Adelsgeschlecht |                                                                         |
| Malterer                                 | seit 1303                          | südbadisches Adelsgeschlecht |                                                                         |
| Maltitz                                  | (929?) / 1225 bzw. 1223            | Zwei Uradelsgeschlechter unterschiedlicher Herkunft (Meißen und Thüringen) und Wappen; 1619 Anerkennung des Freiherrenstandes für das Meißner Geschlecht; 1796 russisches Baronat für das Thüringer Geschlecht |                                                                         |
| Maltzahn                                 | seit 1194                          | uradeliges Geschlecht aus Mecklenburg und Vorpommern; Stamm Pentzlin: 1530 böhmischer und Reichsfreiherrenstand, 1694 böhmischer Grafenstand; Stamm Sarow: Reichsgrafenstand |                                                                         |
| Mamming                                  | ?                                  | österreichisches Adelsgeschlecht; 1458 kaiserlicher Wappenbrief, 1564 Reichsritterstand, 1608 Tiroler Adelsfreiheit und Landstand, 1652 Wappenbestätigung, 1672 Reichsfreiherrenstand, 1695 Reichsgrafenstand und böhmisches Inkolat, 1711 Eintragung in die Tiroler Adelsmatrikel, 1813 Grafenklasse in der Adelsmatrikel Bayerns |                                                                         |
| Mandelsloh                               | seit 1167                          | niedersächsisches, dann auch mecklenburgisches und später auch württembergisches Adelsgeschlecht; 1808 württembergischer Grafenstand; 1898 österreichischer Freiherrenstand |                                                                         |
| Manderscheid                             | 1133–1780                          | edelfreies Grafengeschlecht in der Eifel; 1461 Reichsgrafenstand |                                                                         |
| Manderstjerna                            | seit 1692                          | deutsch-schwedisch-baltisches Adelsgeschlecht |                                                                         |
| Maneel                                   | ?                                  | erloschenes niedersächsisches Adelsgeschlecht |                                                                         |
| Manesse                                  | 13. bis 15. Jh.                    | Schweizer Adels- und Patrizierfamilie in Zürich |                                                                         |
| Manger                                   | ab 1787                            | rheinländisches Adelsgeschlecht; 1787 Reichsadelsstand |                                                                         |
| Mangoldt                                 | seit 1261                          | osterländisches Uradelsgeschlecht aus Posen und Sachsen-Anhalt; |                                                                         |
| Manikor                                  | seit 1599                          | aus Casez, heute Ortsteil der Trentiner Gemeinde Sanzeno, im Nonstal stammendes ursprünglich bürgerliches Geschlecht |                                                                         |
| Mannagetta                               | seit 1637                          | ursprünglich aus Italien stammendes Patriziergeschlecht, das gegen Ende des 16. Jahrhunderts nach Österreich kam; 1637 Adelsstand, 1752 böhmischer Ritterstand, 1753 österreichischer Freiherrenstand |                                                                         |
| Manndorff                                | seit 1214                          | Kärntner Uradelsgeschlecht; 1644 Reichs- und österreichischer Freiherrenstand |                                                                         |
| Mansberg                                 | seit 1694                          | braunschweigisches Briefadelsgeschlecht; 1694 Reichsadelsstand |                                                                         |
| Mansberg                                 | seit Ende 13. Jh.                  | schwäbisches Adelsgeschlecht; Ministeriale der Herzöge von Teck; Stammsitz war die Burg Mansberg bei Dettingen unter Teck |                                                                         |
| Mansfeld                                 | (973) / seit 1229                  | edelfreies Geschlecht, das 975 beginnt, aber sich erst seit 1262 Grafen von Mansfeld nennt. 1579 Anerkennung des Reichsgrafenstandes; 1696 Reichsfürstenstand |                                                                         |
| Manstein                                 | seit 1287                          | altpreußisches Adelsgeschlecht |                                                                         |
| Manteuffel                               | seit 1256                          | altes pommersches Adelsgeschlecht; 1691, 1709, 1742 Reichsfreiherrenstand; 1719 und 1790 Reichsgrafenstand |                                                                         |
| Marchia (auch von der Marck)             | seit 1189                          | eichsfelder und niedersächsisches Adelsgeschlecht |                                                                         |
| Mardefeld                                | 1646–1863                          | erloschenes schwedisch-preußisch-bayerisches Briefadelsgeschlecht; 1646 schwedischer Adelsstand; 1677 schwedischer Freiherrenstand; 1715 preußische Anerkennung des Freiherrenstandes; 1812 Immatrikulation bei der Freiherrenklasse der Bayerischen Ritterschaft |                                                                         |
| Marenholtz                               | seit 1305                          | lüneburgisches Uradelsgeschlecht |                                                                         |
| Marenzi                                  | seit 1024                          | ursprünglich lombardisches Uradelsgeschlecht; später ein italienisches und österreichisches Adelsgeschlecht |                                                                         |
| Marhülsen                                | ?                                  | erloschenes niederländisch-westfälisches Adelsgeschlecht |                                                                         |
| von der Mark                             | ca. 1182–1609                      | westfälisches Grafengeschlecht; Seitenlinie der Grafen von Berg; ab 1392 auch Grafen von Kleve (1417 erhoben zum Herzogtum), nach 1397 zusätzlichen Herren von Ravenstein; 1445 Herren von Lippstadt; 1511 durch Erbgang Herzöge von Jülich und Berg sowie Grafen von Ravensberg; Vereinigung aller Territorien 1521. Erlöschen der Hauptlinie 1609. Ab 1787 existierte noch ein Briefadelsgeschlecht Grafen von der Mark, für uneheliche Kinder aus dem Hause Hohenzollern. |                                                                         |
| Markdorf                                 | 1134–1356                          | Edelherren im badischen Linzgau |                                                                         |
| Marpe                                    | 1296 bis ca. 1500                  | erloschenes westfälisches Adelsgeschlecht |                                                                         |
| Marschalck von Bachtenbrock              | seit 1142                          | bremisches Uradelsgeschlecht |                                                                         |
| Marschalk von Ostheim                    | 1260–1903                          | erloschenes fränkisches Uradelsgeschlecht aus Ostheim vor der Rhön; 1856 Immatrikulation bei der bayerischen Freiherrenklasse. |                                                                         |
| Marschalk von Schiltberg                 | 1031 bis 16. Jh.                   | erloschenes bayrisches Adelsgeschlecht |                                                                         |
| Marschall                                | seit 1190                          | Thüringer Adelsgeschlecht |                                                                         |
| Marschall genannt Greiff                 | seit 1127                          | fränkisches Adelsgeschlecht |                                                                         |
| Marschall von Bieberstein                | seit 1196                          | meißnerisches Uradelsgeschlecht; 1812 nassauische Anerkennung des Freiherrenstandes |                                                                         |
| Martels                                  | seit 1696                          | westfälisch-niedersächsisches Briefadelsgeschlecht; 1696 Ritterstand; 1710 Freiherrenstand; 1721 Adelsstand |                                                                         |
| Martens                                  | ab 1783                            | ursprünglich sächsisches Briefadelsgeschlecht; 1783 Adelsstand; 1790 Reichsfreiherrenstand |                                                                         |
| Martial                                  | ab 12. Jh.                         | erloschenes altes Adelsgeschlecht |                                                                         |
| Martini von Griengarten und Neuhof       | seit 1566                          | italienisch-österreichisches Briefadelsgeschlecht; 1566 Ritterstand; 1746 Bestätigung des alten Adels; 1790 Reichsgrafenstand |                                                                         |
| Marwitz                                  | seit 1259                          | neumärkischer Uradel und zwei damit verwandte Briefadelsfamilien |                                                                         |
| Mascherel                                | bis 1691                           | erloschenes niederländisch-niederrheinisches Adelsgeschlecht, das zuletzt auch in Westfalen ansässig war |                                                                         |
| Maschwitz                                | 1257–1669                          | sächsisches Adelsgeschlecht |                                                                         |
| Massenbach                               | seit 12. Jh.                       | ehemals reichsunmittelbares Rittergeschlecht aus Schwaben; 1813 bayerische, 1825 bzw. 1875 preußische Freiherren |                                                                         |
| Massenhausen                             | ca. 1200 bis 1408                  | bayerisches Adelsgeschlecht |                                                                         |
| Massow                                   | seit 1232                          | pommerscher Uradel; 1844 niederländisches Baronat |                                                                         |
| Matfriede                                | seit 8. Jh.                        | frankisch-lothringisches Adelsgeschlecht | –                                                                       |
| Mathesien                                | 18. / 19. Jh.                      | deutschbaltisch-russisches Adelsgeschlecht | –                                                                       |
| Matsch                                   | 12. Jh. bis 1504                   | altes, erloschenes schweizerisch-österreichisches Geschlecht |                                                                         |
| Mattersdorf-Forchtenstein                | ?                                  | ungarisch-österreichisches Grafengeschlecht im Burgenland und in Westungarn |                                                                         |
| Mattonen                                 | 8. Jh. bis 926                     | ostfränkisches, frühmittelalterliches Adelsgeschlecht | –                                                                       |
| Matuschka                                | seit 13. Jh.                       | südböhmisches Adelsgeschlecht; 1715 böhmischer Freiherrenstand, 1747 preußischer Grafenstand |                                                                         |
| Matz von Spiegelfeld                     | ab 1620                            | österreichisches Briefadelsgeschlecht; 1620/6 österreichischer Adelsstand, 1639 Ritterstand, 1765 Freiherrenstand, 1917/8 Grafenstand |                                                                         |
| Mauchenheim genannt Bechtolsheim         | seit 1200                          | stiftsfähiges, ritterbürtiges Geschlecht aus dem rheinischen Franken (Wormsgau); 1777 dänischer Adelsstand; im 18. Jahrhundert Freiherrenstand |                                                                         |
| Mauderode                                | seit 1650                          | preußisches Adelsgeschlecht |                                                                         |
| Maur                                     | seit 15. Jh.                       | württembergisches Adelsgeschlecht |                                                                         |
| In der Maur                              | ab 1601                            | Tiroler Adelsgeschlecht |                                                                         |
| Mautner                                  | seit ca. 1180                      | bayerisches Adelsgeschlecht |                                                                         |
| Mautner Markhof                          | seit 1872                          | geadelte österreichische Unternehmerfamilie |                                                                         |
| Maxen                                    | seit 1335                          | meißnisches Uradelsgeschlecht |                                                                         |
| Maxlrain                                 | 12. Jh. bis 1734                   | altbayerisches Adelsgeschlecht |                                                                         |
| May                                      | seit 15. Jh.                       | Schweizer Patrizier- und Adelsfamilie, die ursprünglich aus der Lombardei stammt, nach Bern in die Schweiz einwanderte und später auch nach Augsburg kam; 1551 Adelsbrief; 1627 Aufnahme in das Augsburger Patriziat |                                                                         |
| Maydell                                  | seit 1363                          | Deutsch-Baltisches Adelsgeschlecht |                                                                         |
| Mayer                                    | seit 1865                          | westfälisch-preußisches Briefadelsgeschlecht; 1865 preußischer Adelsstand |                                                                         |
| Mayerle                                  | 1701 bis 19. Jh.                   | erloschenes Patrizier- und Briefadelsgeschlechts aus Bozen; 1701 Adelsstand |                                                                         |
| Mayr-Melnhof                             | seit 1859                          | österreichische Unternehmerfamilie, die im 19. Jahrhundert in der Stahl- und Hüttenindustrie zu großem Wohlstand kam und damit den größten Privatforstbetrieb Österreichs, vor allem in der Steiermark, erwarb; 1859 geadelt; 1872 Freiherrenstand |                                                                         |
| Mayrhofen zu Koburg und Anger            | 1482 bis Ende 19. / Anfang 20. Jh. | Tiroler Briefadelsgeschlecht; 1482 Ritterstand |                                                                         |
| Mecheln                                  | 1246 bis Ende 15. Jh.              | erloschenes westfälisches Adelsgeschlecht zu Haus Mecheln bei Ahlen |                                                                         |
| Mecheln                                  | 1262 bis ca. 1600                  | erloschenes westfälisches Adelsgeschlecht zu Haus Sandfort |                                                                         |
| Mecklenburg                              | seit 1842                          | Mecklenburgisches, später auch schwedisches und preußisches Adelsgeschlecht, das von den natürlichen Söhnen Herzogs Friedrich Wilhelm zu Mecklenburg abstammt. 1863 schwedischer Freiherrenstand. Siehe auch Haus Mecklenburg. |                                                                         |
| Mecklenburg (Obodriten bzw. Niklotiden)  | seit ca. 1100                      | Mecklenburgisches Fürstenhaus, das von westslawischen Fürsten abstammt |                                                                         |
| Medem                                    | seit 1240                          | niedersächsisches Uradelsgeschlecht, ab 1459 im Baltikum; 1779 Reichsgrafenstand, 1862 russische Anerkennung zur Führung des Barontitels, 1878 preußische Anerkennung zur Führung des Freiherrentitels |                                                                         |
| Mederike                                 | ab 1209 bis 15. Jh.                | hessisch-thüringisches Adelsgeschlecht |                                                                         |
| Medevort                                 | 1387 bis 18. Jh.                   | erloschenes niederrheinisch-münsterländisches Adelsgeschlecht |                                                                         |
| Meding                                   | seit 1155                          | lüneburgisches Uradelsgeschlecht |                                                                         |
| Meerheimb                                | seit 1216                          | mecklenburgisches und sächsisches Adelsgeschlecht |                                                                         |
| Meerscheidt-Hüllessem                    | seit 1325                          | Uradelsgeschlecht der Grafschaft Berg, das eines Stammes mit den 1785 im Mannesstamm erloschenen Grafen von Hillesheim ist. Seit 1530 Übersiedlung nach Kurland und später Mitglied der kurländischen Ritterschaft. |                                                                         |
| zur Megede                               | seit 1276                          | elsässisch-westfälisches Adelsgeschlecht |                                                                         |
| Megenzer von Velldorf                    | 1280 bis Ende 17. Jh.              | Vasallen der Grafen von Hohenberg |                                                                         |
| Meggau                                   | 1358–1644                          | erloschenes sächsisch-österreichisches Adelsgeschlecht; 1571 Freiherrenstand; 1619 und 1626 Grafenstand |                                                                         |
| Meginharde                               | 985/993–ca. 1090                   | bayerisches Hochadelsgeschlecht | –                                                                       |
| Mehmet von Königstreu                    | seit 1716                          | hannoveraner Adelsgeschlecht |                                                                         |
| Meibom                                   | seit ca. 1500                      | niedersächsisches Briefadelsgeschlecht; 1755 Reichsadelsstandsbestätigung des (nach Überlieferung) am 9. Juli 1590 verliehenen erblichen Adels |                                                                         |
| Meinersen                                | 1142–1374                          | uradeliges niedersächsisches Edelherrengeschlecht |                                                                         |
| Meinders                                 | 1682–1769                          | erloschenes westfälisch-brandenburgisches Briefadelsgeschlecht |                                                                         |
| Meinhardiner                             | 11. Jh. bis 1500                   | Dynastengeschlecht ursprünglich bayerischer Abstammung | KärntenGörz                                                             |
| Meinheringer                             | ab 12. Jh.                         | Dynastengeschlecht; Burggrafen von Meißen |                                                                         |
| Meinhövel                                | bis 14. Jh.                        | erloschenes westfälisches Dynastengeschlecht |                                                                         |
| Meininghausen                            | ab 1175 bis 15. Jh.                | erloschenes westfälisches Patrizier- und Adelsgeschlecht |                                                                         |
| Meiss                                    | seit 1225                          | altes schweizerisches Adelsgeschlecht |                                                                         |
| Meißner                                  | 1791–1866–1916                     | Mehrere Briefadelsgeschlechter, darunter eine erloschene Adelsfamilie aus Polen und Ostpreußen (erblicher polnischer Adelsstand 1791), eine aus Siebenbürgen (erblicher österreichischer Ritterstand 1866) und die Meißner von Hohenmeiß (erblicher österreichischer Adelsstand 1916) | polnisch-baltische von Meißner polnische von Meißner Meißner aus Mähren |
| Melchingen                               | 1254–1504                          | schwäbisches Adelsgeschlecht |                                                                         |
| Melchiori                                | ab 1562                            | tirolerisches Briefadelsgeschlecht; 1562 Adelsstand; 1719 Freiherrenstand; 1738 Grafenstand |                                                                         |
| Mellenthin                               | seit 1250                          | neumärkisch-pommersches Adelsgeschlecht |                                                                         |
| Mellin                                   | seit 1229                          | Mecklenburgischer Uradel, 1372 in Pommern, 1549 in Livland / Estland, 1691 schwedischer Freiherrenstand, 1696 schwedischer Grafenstand |                                                                         |
| Mellin                                   | bis 1837                           | erloschenes westfälisches Patrizier- und Adelsgeschlecht; 1708 Adelsbestätigung; 1837 im Mannesstamm erloschen |                                                                         |
| Melschede                                | 1341–1789                          | erloschenes westfälisches Uradelsgeschlecht |                                                                         |
| Meltzing                                 | seit 1300                          | niedersächsisches Uradelsgeschlecht |                                                                         |
| Melzer genannt Eschlauer                 | ab 1543                            | oberlausitzisches Adelsgeschlecht |                                                                         |
| Mendel von Steinfels                     | 1400–1624                          | oberpfälzisches Adelsgeschlecht |                                                                         |
| Mengden                                  | seit 1249                          | westfälischer und baltischer Uradel, 1653 schwedischer Freiherrenstand, 1774 und 1779 Reichsgrafenstand |                                                                         |
| Menge                                    | bis 1804                           | erloschenes westfälisches Patrizier- und Adelsgeschlecht |                                                                         |
| Mengersdorf                              | 1383–1601                          | altes fränkisches Adelsgeschlecht |                                                                         |
| Mengersen                                | seit 1273                          | eines der ältesten Rittergeschlechter des Hochstifts Paderborn; Freiherren; 1816 preußischer Grafenstand |                                                                         |
| Mengersreuth                             | 1407 (?) bis 1649                  | erloschenes fränkisches Adelsgeschlecht |                                                                         |
| Mensdorff-Pouilly                        | seit 1418                          | Lothringischer Uradel; 1760 französischer Grafenstand mit de Roussy; 1818 österreichischer Grafenstand als von Mensdorff-Pouilly |                                                                         |
| Mense (gen. Bruchhausen)                 | bis 1524                           | niedersächsisch-westfälisches Adelsgeschlecht |                                                                         |
| Mensenkampff                             | seit 1725                          | deutsch-baltisches Adelsgeschlecht |                                                                         |
| Mentzingen                               | seit 1190                          | schwäbischer Uradel; 1911 großherzoglich-badische Bestätigung zur Führung des Freiherrentitels |                                                                         |
| Menz                                     | ab 1721                            | Patrizier- und Briefadelsgeschlecht aus Bozen; 1721 erblichen Reichsritterstand |                                                                         |
| Meppen                                   | bis 17. Jh.                        | erloschenes westfälisch-niedersächsisches Patrizier- und Adelsgeschlecht |                                                                         |
| Meran                                    | seit 19. Jh.                       | österreichisches Adelsgeschlecht, welches den Habsburgern entstammt |                                                                         |
| Merckelbach                              | seit 1371                          | deutsch-niederländisches Adelsgeschlecht | cente                                                                   |
| Merenberg                                | 1090 (?) bis 1327                  | erloschene, mittelalterliche Adelsfamilie; auch eine morganatische Linie des herzoglichen Hauses Nassau |                                                                         |
| Merian                                   | seit 1706                          | Basler Familie, die 1706 in den Adelsstand erhoben wurde |                                                                         |
| Merkatz                                  | seit 1770 (1737 und 1791)          | Briefadelsgeschlecht |                                                                         |
| Merkingen                                | seit 1223                          | schwäbisches ritterliches Adelsgeschlecht; Ministerialen der Grafen von Oettingen mit Stammsitz auf Burg Merkingen |                                                                         |
| Merkl                                    | ab ca. 1710                        | österreichisches Adelsgeschlecht |                                                                         |
| Mermann                                  | ?                                  | bayerisches Adelsgeschlecht |                                                                         |
| Merode                                   | seit 1065                          | rheinisches, zum Hochadel zählendes Uradelsgeschlecht mit dem Stammhaus Kerpen an der Erft; siehe auch Scheiffart von Merode |                                                                         |
| Merowinger                               | ab 5. Jh.                          | ältestes, fränkisches Königsgeschlecht | –                                                                       |
| Mertein von Mergentheim                  | (14. Jh.)                          | erloschenes deutsches Adelsgeschlecht |                                                                         |
| Mertzel                                  | 12.–14. Jh.                        | altes, bremisches und später holsteinisches ritterliches Adelsgeschlecht |                                                                         |
| Merveldt                                 | seit 1169                          | westfälisches Adelsgeschlecht |                                                                         |
| Merz oder Mertz Merz auf Quirnheim       | seit 1351                          | Kurmainzer Amtleute und Burggrafen, 1671/2 Herrschaft Quirnheim, 1675 Reichsherrn und -ritter als Merz auf Quirnheim, 1685 Großes Palatinat, 1690 dänische Barone, 1704 dänische Lehnsgrafen, 1814 russischer und französischer Ritterstand, 1820/39 bayerische Ritterklasse |                                                                         |
| Merz von Kriftel                         | 1198 bis 15. Jh.                   | abgestorbenes, nassauisches Adelsgeschlecht von Kriftel / von Crüf(f)tel, um 1315 Merze von Kriftel |                                                                         |
| Meschede                                 | 12.–18. Jh.                        | westfälisches Adelsgeschlecht |                                                                         |
| Meteler                                  | 1150 bis 16. Jh.                   | erloschenes westfälisch-stämmiges Lübecker Patrizier- und Adelsgeschlecht |                                                                         |
| Mettel                                   | 1560 bis 17. Jh.                   | schlesisches Adelsgeschlecht |                                                                         |
| Metternich                               | seit 1354                          | weitverzweigte Adelsfamilie aus dem Rheinland; 1616 Reichsfreiherrenstand für Linie Winneburg, 1664 für Linie Bourscheid, 1670 für Linie Müllenark; 1679 Reichsgrafenstand für Linie Winneburg, 1696 für Linie Chursdorf; 1803 Reichsfürstenstand, 1813 österreichischer Fürstenstand für Linie Winneburg. |                                                                         |
| Mettich                                  | bis 1886                           | erloschenes schlesisches Uradelsgeschlecht; 1605 Freiherrenstand; 1633 Grafenstand |                                                                         |
| Metzburg                                 | 1690–1860                          | erloschenes österreichisches Briefadelsgeschlecht; 1690 Adelsstand; 1714 Reichsfreiherrenstand |                                                                         |
| Metzenhausen                             | seit 1278                          | Adelsgeschlecht aus dem Hunsrück |                                                                         |
| Metzler                                  | seit 1901                          | Frankfurter Bankiersfamilie und Briefadelsgeschlecht; 1901 preußischer Adelsstand |                                                                         |
| Metzradt                                 | seit 13. Jh.                       | altes, ursprünglich sächsisches Adelsgeschlechts |                                                                         |
| Metzsch (Metsch)                         | seit 1238                          | Sächsisch-Meißnisch-Vogtländisches Adelsgeschlecht; Metsch: 1699 Reichsfreiherrenstand, 1703 Reichsgrafenstand; Metzsch-Reichenbach: Königlich sächsischer Grafenstand 1916 |                                                                         |
| Meusebach                                | 1404–1753                          | altritterliches meißnerisch-thüringisches Adelsgeschlecht; 1688 Reichsfreiherrenstand; |                                                                         |
| Meuting                                  | 1293–1613                          | erloschenes schwäbisches Patrizier- und Adelsgeschlecht; stammverwandt mit den Muytinckx in Antwerpen und den Meitinger von Engelsheim in Tirol, die 1761 bzw. 1952 erloschen sind |                                                                         |
| Mey                                      | seit 1603                          | westfälisch-anhaltisches Briefadelsgeschlecht; 1603 Adelsstand |                                                                         |
| Meyburg                                  | bis 1700                           | erloschenes westfälisches Patrizier- und Adelsgeschlecht |                                                                         |
| Meyendorff-Uexküll                       | seit 1679                          | deutsch-baltisches Adelsgeschlecht |                                                                         |
| Meyenn                                   | seit 1768                          | briefadeliges Geschlecht aus Mecklenburg |                                                                         |
| Meyer aus dem Haus Duhrenhof             | 1788 bis Ende 19. Jh.              | erloschenes litauisch-stämmiges baltisches Briefadelsgeschlecht; 1775 polnischer Adelsstand; 1788 Reichsadelsstand |                                                                         |
| Meyer aus den Häusern Lysohn und Druween | 1641–1781                          | erloschenes westfälisch-stämmiges schwedisch-baltisches Briefadelsgeschlecht; 1641 schwedischer Adelsstand |                                                                         |
| Meyer genannt Rautenfels                 | bis 1672                           | erloschenes polnisch-baltisches Briefadelsgeschlecht; 1643 polnischer Adelsstand; 1645 kurländisches Indigenat |                                                                         |
| Meyer-Niessen auch Meyer von Weiler      | seit 1175                          | Südbadisches Adelsgeschlecht |                                                                         |
| Meyerinck                                | seit Mitte 16. Jh.                 | westfälisch-preußisches Adelsgeschlecht |                                                                         |
| Meyern-Hohenberg                         | ?                                  | ursprünglich aus dem böhmischen Vogtland stammendes, bayerisches Adelsgeschlecht |                                                                         |
| Meyher                                   | 1638 bis Anfang 19. Jh.            | erloschenes westfälisches Briefadelsgeschlecht; 1638 Adelsbestätigung |                                                                         |
| Michaelis                                | seit 1786                          | preußisches Adelsgeschlecht |                                                                         |
| Michel                                   | seit Anfang des 20. Jh.            | oberbayerisches Adelsgeschlecht |                                                                         |
| Michels                                  | ?                                  | aus Geldern stammendes, später in Westfalen ansässiges Patrizier- und Adelsgeschlecht |                                                                         |
| Middendorff                              | seit 1841                          | deutsch-baltisches Adelsgeschlecht |                                                                         |
| Midlum                                   | ?                                  | erloschenes friesisch-niedersächsisches Adelsgeschlecht |                                                                         |
| Mieg                                     | seit 1792                          | Geschlecht ursprünglich elsässischer Herkunft, das insbesondere in Straßburg, Mülhausen und Heidelberg blühte und heute noch in Frankreich als Mieg de Boofzheim besteht |                                                                         |
| Mießl von Zeileissen                     | seit 1786                          | böhmisches und österreichisches Briefadelsgeschlechtes |                                                                         |
| Milchling von Schönstadt                 | 1331–1937                          | erloschenes hessisches Uradelsgeschlechtes |                                                                         |
| Milendorf                                | 1332 bis 16. Jh.                   | erloschenes westfälisches Adelsgeschlecht |                                                                         |
| Milkau                                   | seit 1233                          | meißnisch-osterländisches Adelsgeschlecht |                                                                         |
| Miller zu Aichholz                       | seit 1691                          | österreichische Industriellen- und Gelehrtenfamilie; 1691 Erhebung in Adelsstand |                                                                         |
| Miltitz                                  | seit 1186                          | altes, sächsisch-meißnisches Uradelsgeschlecht; 1687 Reichsfreiherrenstand; stamm- und wappenverwandt mit denen von Maltitz |                                                                         |
| Milwalt                                  | seit 1189                          | edelfreies Adelsgeschlecht mit Besitz und Privilegien am Mittelrhein und im Hunsrück |                                                                         |
| Minckwitz                                | seit 1168                          | osterländischer Uradel; 1586 böhmischer Freiherrenstand; 1847 belgische Anerkennung zur Führung des Barontitels |                                                                         |
| Minnigerode                              | seit 1203                          | niedersächsisches Adelsgeschlecht; 1877 preußische Anerkennung des Freiherrenstandes |                                                                         |
| Mirbach                                  | seit 13. Jh.                       | rheinisches Uradelsgeschlecht |                                                                         |
| Mistelbach                               | 1321–1563                          | erloschenes fränkisches Adelsgeschlecht |                                                                         |
| Mithoff                                  | seit 1430                          | altes, hannoversches Bürgergeschlecht; 1639 erhielt ein Zweig den Reichsadelsstand |                                                                         |
| Mitschke-Collande                        | 1705                               | schlesisches Briefadelsgeschlecht; 1846 preußischer Adelsstand als von Mitschke-Collande |                                                                         |
| Mittrowsky                               | ab 14. Jh. bis 1980                | ursprünglich böhmisches Adelsgeschlecht, das auch in Schlesien und Ungarn begütert war |                                                                         |
| Mitzlaff                                 | seit 1389                          | hinterpommersches Uradelsgeschlecht |                                                                         |
| Mladota von Solopisk                     | seit 1305                          | böhmischer Uradel, 1761 böhmischer alter Freiherrenstand |                                                                         |
| Modrach                                  | ab 16. Jh.                         | Breslauer Adelsgeschlecht |                                                                         |
| Moeller                                  | ab 1800/1805                       | ostwestfälisch-preußisches Briefadelsgeschlecht; 1800 und 1805 preußischer Adelsstand |                                                                         |
| Moeller-Lilienstern                      | ab 1804                            | mecklenburgisches Briefadelsgeschlecht; 1804 Erhebung in den Adelsstand |                                                                         |
| Moers                                    | 1186–1501                          | niederrheinisches Hochadelsgeschlecht des Mittelalters; Herren der Grafschaft Moers; durch Heirat 1376 kam 1397 die reichsunmittelbare Grafschaft Saarwerden dazu, 1417 Erbteilung in Moers und Moers-Saarwerden; 1501 im Mannesstamm ausgestorben |                                                                         |
| Moerbecke                                | bis 1761                           | erloschenes niederländisch-westfälisches Adelsgeschlecht |                                                                         |
| Mohingara                                | 8. und 9. Jh.                      | bajuwarische Adelssippe | –                                                                       |
| Mohl                                     | seit 16. Jh.                       | im Herzogtum Württemberg auftretendes Beamtengeschlecht; 1608 Kaiserlicher Wappenbrief |                                                                         |
| Mohr                                     | seit 13. Jh.                       | Graubündner, später Tiroler Adelsgeschlecht; 1629 Freiherrenstand; 1650 erbländisch-österreichischer Reichsgrafenstand |                                                                         |
| Moll                                     | ?                                  | ursprünglich aus den spanischen Niederlanden stammendes Adelsgeschlecht, das von dort aus nach Deutschland und Österreich kam; 1555 Bestätigung Adelsstand; 1580 Reichs- und erbländischer Adelsstand; 1789 Freiherrenstand |                                                                         |
| Mollard                                  | seit 1571                          | ursprünglich savoyisches Adelsgeschlecht, das im 16. Jahrhundert nach Österreich kam; 1571 Herrenstand |                                                                         |
| Mollenbeck                               | 1281 bis 16. Jh.                   | erloschenes lippisches Adelsgeschlecht |                                                                         |
| Mollenbeck                               | bis 16. Jh.                        | erloschenes münsterländisches Adelsgeschlecht |                                                                         |
| Mollenbeck                               | ab 1091                            | westfälisch-badisches Adelsgeschlecht; 1797 Reichsadelsstand für einen in Bürgertum abgesunkenen Familienzweig |                                                                         |
| Möllendorff                              | seit 1343                          | Uradelsgeschlecht aus der Altmark |                                                                         |
| Möllendorff                              | 14. bis 19. Jh.                    | Adelsgeschlecht aus der Altmark |                                                                         |
| Moller vom Baum                          | seit 1427                          | Hanseatengeschlecht |                                                                         |
| Moller von Mollerstein                   | 1570–1781                          | erloschenes Görlitzer Adelsgeschlecht |                                                                         |
| Moltke                                   | seit 1254                          | mecklenburgisches Uradelsgeschlecht; Linie Samow: 1843 Freiherrentitel, 1870 preußischer Grafenstand; Linie Schorsow: 1776 Reichsgrafenstand; Linie Wulffen: 1910 österreichischer Freiherrenstand; Linie Bregentved: 1750 dänischer Lehnsgrafenstand; Linie Wesselstorf: 1828 dänisches Baronat. |                                                                         |
| Monau                                    | bis 1659                           | erloschenes schlesisches Uradelsgeschlecht |                                                                         |
| Moneke                                   | bis 1520                           | erloschenes westfälisches Adelsgeschlecht |                                                                         |
| Monnich                                  | 1360 bis ca. 1700                  | westfälisches Adelsgeschlecht |                                                                         |
| Monroy                                   | ?                                  | ursprünglich französisches, hugenottisches Adelsgeschlechts, das in Kurhannover und Mecklenburg ansässig wurde |                                                                         |
| Mont                                     | seit ca. 1300                      | Bündner Adelsfamilie; ursprünglich aus Vella (Villa) im Tal Val Lumnezia in der Surselva |                                                                         |
| Montalt                                  | 13. und 14. Jh.                    | Schweizer Adelsgeschlecht; identisch mit den Herren von Löwenberg |                                                                         |
| Montecuccoli                             | seit 11. Jh.                       | aus dem Herzogtum Modena stammendes, später in Österreich ansässiges Adelsgeschlecht; 1520 Reichsgrafenstand |                                                                         |
| Montenuovo                               | bis 1951                           | erloschenes Adels- und Fürstengeschlecht in der österreichischen Monarchie, das in männlicher Linie von den fränkisch-schwäbischen Grafen von Neipperg und in weiblicher Linie aus dem Kaiserhaus Habsburg-Lothringen stammte |                                                                         |
| Montfort                                 | 1200–1787                          | einflussreiches Grafengeschlecht aus dem Stammschloss Montfort bei Götzis in Vorarlberg |                                                                         |
| Montgelas                                | seit 18. Jh.                       | aus Savoyen stammendes bayerisches Adelsgeschlecht |                                                                         |
| Monzenbach                               | 13. und 14. Jh.                    | im Raum Herborn und Driedorf ansässiges Adelsgeschlecht |                                                                         |
| Moos                                     | seit 1285                          | aus dem innerschweizerischen Uri stammendes Ritteradelsgeschlecht, das seit dem 14. Jahrhundert auch in Luzern vertreten ist |                                                                         |
| Moosburg (Burghartinger)                 | 1055–1281                          | bayerisches Adelsgeschlecht; siehe auch Stammliste von Moosburg |                                                                         |
| Mor                                      | ab 1309                            | Tiroler Adelsgeschlecht |                                                                         |
| Morawitzky                               | ?                                  | ursprünglich Adelsgeschlecht im Königreich Polen, das später zu Ansehen in Böhmen und Schlesien, danach im Kurfürstentum, sodann Königreich Bayern gelangte |                                                                         |
| Mordeisen                                | ?                                  | sächsisches Adelsgeschlecht, das auch in Schlesien ansässig war |                                                                         |
| Mörder                                   | 1243–1730                          | erloschenes rügenisch-pommersches Adelsgeschlecht |                                                                         |
| Morenberg                                | 1277–1747                          | erloschenes Tiroler Adelsgeschlecht; 1700 Grafenstand |                                                                         |
| Morgenstern                              | 1836–1864                          | anhaltinisch-dessauischer Adel |                                                                         |
| Morgenstern (Jutrzenka)                  | seit 1515                          | pommersches Adelsgeschlecht; 1799 preußische Adelsanerkennung |                                                                         |
| Mörl von Pfalzen                         | ab 1085                            | Tiroler Uradelsgeschlecht |                                                                         |
| Mörman                                   | ?                                  | bayerisches Adelsgeschlecht |                                                                         |
| Mörner                                   | seit 1298                          | altadliges Geschlecht der Mark Brandenburg; Grafen |                                                                         |
| Moro                                     | seit 982                           | aus Venedig stammendes, später in Bayern ansässiges Adelsgeschlecht |                                                                         |
| Moro                                     | 1816–1900                          | Kärntner Adelsgeschlecht |                                                                         |
| Morrien                                  | 1271–1691                          | eine der führenden westfälischen Adelsfamilien im Mittelalter |                                                                         |
| Morsey genannt Picard                    | ab 1562                            | französisch-deutsches Briefadelsgeschlecht; 1562 Reichsadelsstand; 1883 Freiherrenstand |                                                                         |
| Morstein                                 | seit 1369                          | Patrizier- und Adelsgeschlecht der Stadt Krakau |                                                                         |
| Mosbach-Lindenfels                       | ?                                  | erloschenes mitteldeutsches Adelsgeschlecht |                                                                         |
| Mosch                                    | seit 1245                          | schlesisches Uradelsgeschlecht |                                                                         |
| Moscon                                   | ?                                  | österreichisches Adelsgeschlecht |                                                                         |
| Mosel                                    | seit 1248                          | meißnisch-sächsisches Uradelsgeschlecht |                                                                         |
| Moser von Ebreichsdorf                   | seit 1606                          | österreichisches Adelsgeschlecht; 1606 erbländischer Ritterstand; 1635 unter die neuen niederösterreichischen und 1718 unter die alten Ritterstandsgeschlechter aufgenommen |                                                                         |
| Moser von Eggendorf                      | 1385 bis 16. Jh.                   | oberösterreichische Kleinadelige und Herren auf Eggendorf und Weitersdorf |                                                                         |
| Moser von Filseck                        | seit 1573                          | württembergisches Adelsgeschlecht, welches am 2. Februar 1573 in den Reichsritterstand und in die schwäbische Reichsritterschaft aufgenommen wurde |                                                                         |
| Mostert                                  | bis Ende 15. oder Anfang 16. Jh.   | erloschenes westfälisches Adelsgeschlecht; Volmesteiner Ministeriale |                                                                         |
| Motschelnitz                             | 14. bis 19. Jh.                    | schlesisches Uradelsgeschlecht |                                                                         |
| Motz                                     | seit 1354                          | hessisches Uradelsgeschlecht, seit 1780 Reichsadel |                                                                         |
| Motzfeld                                 | seit 1533                          | niederrheinisch-westfälisches Adelsgeschlecht, das in einer Linie auch nach Dänemark, Norwegen und Grönland kam; 1712 preußische Adelsrenovation |                                                                         |
| Moy de Sons                              | seit 1133                          | aus Frankreich stammendes, bayerisches Adelsgeschlecht |                                                                         |
| Mücheln                                  | 1144 bis 15. Jh.                   | altes und mächtiges, im 15. Jahrhundert erloschenes bambergisches Vasallengeschlecht im Stift Merseburg |                                                                         |
| Mücke                                    | seit 1806                          | sächsisch-lausitzisches Briefadelsgeschlecht; 1806 Reichsadelsstand |                                                                         |
| Muckerwitz                               | 1294–1575                          | pommersches Adelsgeschlecht |                                                                         |
| Mudra                                    | seit 1913                          | preußisches Adelsgeschlecht |                                                                         |
| Muffel von Eschenau                      | 1286–1784                          | eine der ältesten Patrizierfamilien der Freien Reichsstadt Nürnberg |                                                                         |
| Müffling gen. Weiß                       | seit Mitte 16. Jh.                 | ursprünglich bayerisches Geschlecht, später in preußischen Diensten, vermutlich ab Anfang 19. Jahrhundert preußischer Freiherrenstand |                                                                         |
| Muggenthal                               | 15.–18. Jh.                        | bayerisches Adelsgeschlecht |                                                                         |
| von der Mühlen                           | ab 1214                            | vogtländisches Adelsgeschlecht |                                                                         |
| von und zur Mühlen                       | seit 1283                          | westfälisches Adelsgeschlecht; 1792 Anerkennung des Reichsadelsstands; 1803 preußischer Adelsstand |                                                                         |
| von zur Mühlen                           | seit 1532                          | ursprünglich aus dem niedersächsisch-niederländischen Raum stammendes, später baltisches Geschlecht, 1792 Reichsadelsstand |                                                                         |
| Mühlendahl                               | seit 1794                          | deutsch-baltisches Adelsgeschlecht |                                                                         |
| Mühlheim                                 | bis vor 1700                       | erloschenes schlesisches Adelsgeschlecht; Breslauer Patrizier |                                                                         |
| Mülbe                                    | seit 1285                          | westpreußisches Uradelsgeschlecht |                                                                         |
| Müldner von Mülnheim                     | 1830–1958                          | kurhessischer Verdienstadel |                                                                         |
| Mulert                                   | 1343–1996                          | erloschenes niederländisch-deutsches Adelsgeschlecht; 1636 Reichsgrafenstand; 1822 niederländischer Baronstitel |                                                                         |
| Mülinen                                  | seit 1287                          | Aargauer Rittergeschlecht aus Mülligen; später habsburgische Ministerialen in der Schweiz |                                                                         |
| Müllenheim                               | seit 1108                          | altes Straßburger Patriziergeschlecht aus dem elsässischen Uradel; 1773 französische Anerkennung des Baronats, 1886–1910 mehrere preußische Genehmigungen zur Fortführung des Freiherrentitels |                                                                         |
| Müller                                   | seit 1661                          | bayerisches Adelsgeschlecht |                                                                         |
| Müller (von Morien)                      | seit 1661                          | anhaltinisches Patriziergeschlecht; Lübecker Linie 1661 in Reichsadelsstand erhoben |                                                                         |
| Mülner                                   | seit 1159                          | Schweizer Rittergeschlecht in Zürich |                                                                         |
| Mulz von Waldau                          | ab 1540                            | vermutlich vor Anfang des 20. Jahrhunderts erloschenes böhmisch-oberpfälzisches Adelsgeschlecht; 1790 Freiherrenstand |                                                                         |
| Mumm                                     | ab 1177                            | niederländisch-niederrheinisches Uradelsgeschlecht |                                                                         |
| Mumm von Schwarzenstein                  | ab 1873                            | 1873 nobilitiertes Kaufmanns- und Bankiersgeschlecht |                                                                         |
| (Baersdonk genannt) Mumm(e)              | ab 1397                            | westfälisches Adelsgeschlecht |                                                                         |
| Münch (Basel)                            | 1185–1759                          | eines der einflussreichsten Geschlechter der Basler Ritterschaft |                                                                         |
| Münch (Thüringen)                        | seit 1180                          | altritterliches, später freiherrliches Adelsgeschlecht aus dem thüringischen Uradel | zentrieren                                                              |
| Münch (Westfalen)                        | 1272–1773                          | westfälisch-niedersächsisches Adelsgeschlecht |                                                                         |
| Münch von Bellinghausen                  | 1580–1866                          | Kurtrierer Briefadelsgeschlecht; Reichsadelstand 1580, 1745 Reichsfreiherrenstand mit dem Prädikat von Bellinghausen, Grafenstand 27. Juni 1831; 1866 erloschen |                                                                         |
| Münch von Mühringen                      | seit 1731                          | aus Augsburg stammendes Patriziergeschlecht, Reichsadelstand 4. April 1731, am 7. November 1788 in den Reichsfreiherrenstand erhoben, am 5. August 1920 im Mannesstamm erloschen |                                                                         |
| Münchhausen                              | seit 1183                          | niedersächsisches Uradelsgeschlecht aus Monckhusen bei Loccum im ehemaligen Fürstentum Calenberg. Schwarze Linie: 1861 preußische Anerkennung des Freiherrenstandes. Weiße Linie: 1878 braunschweigische Anerkennung des Freiherrenstandes |                                                                         |
| Münchingen                               | 1157 bis ?                         | schwäbisches Uradelsgeschlecht aus dem Glemsgau; der Freiherrentitel wurde auf Grund der Zugehörigkeit zur schwäbischen Reichsritterschaft geführt |                                                                         |
| Münchow                                  | seit 1249                          | pommersches Uradelsgeschlecht; 1741 preußischer Grafenstand |                                                                         |
| Munkenbeck                               | 1308 bis 16. Jh.                   | erloschenes westfälisches Adelsgeschlecht |                                                                         |
| Münnich                                  | seit 1688                          | oldenburgisches Adelsgeschlecht; 1688 oldenburgischer Adelsstand, 1702 kaiserliche (HRR) Anerkennung und Bestätigung, 1726 Freiherrenstand, 1728 russischer Grafenstand, 1741 Reichsgrafenstand |                                                                         |
| Münster (Franken)                        | seit 1352                          | fränkisches Adelsgeschlecht; 1660 Reichsfreiherrenstand |                                                                         |
| Münster (Westfalen)                      | seit 1170                          | altes hochfreies westfälisches Adelsgeschlecht; 1792 Reichs- und bayerischer Grafenstand; 1899 preußischer Fürstenstand |                                                                         |
| Münster (Westfalen-Kurland)              | 1267 bis 1820er Jahre              | erloschenes westfälisch-kurländisches Adelsgeschlecht |                                                                         |
| Münstermann                              | ab 1804                            | Münsteraner Briefadelsgeschlecht; 1804 Adelsstand |                                                                         |
| Muntprat                                 | ?                                  | Konstanzer Patrizier und Fernhändler lombardischer Herkunft und später ein Thurgauer Landadelsgeschlecht |                                                                         |
| (Meyer von) Münzbruch                    | 16. Jh. bis 1803                   | erloschenes schwedisch-niedersächsisches Briefadelsgeschlecht |                                                                         |
| Münzenberg                               | 10.–12. Jh.                        | Reichsministeriale vorwiegend in der Wetterau; entwickelten sich aus den Herren von Hagen; verwandt mit den Herren von Dornberg |                                                                         |
| Münzesheim                               | 17. bis 19. Jh.                    | uneheliche Seitenlinie des Hauses Baden |                                                                         |
| Murach                                   | ab 1110                            | bayerisches Adelsgeschlecht |                                                                         |
| Muralt                                   | ab ca. 1182                        | schweizerisches Uradelsgeschlecht aus dem Tessin |                                                                         |
| Murring                                  | 1250 bis Anfang 15. Jh.            | frühes Rittergeschlecht im Hofer Raum |                                                                         |
| Müschede                                 | 1179–1419                          | mittelalterliches Adelsgeschlecht mit dem Hauptsitz in Müschede bei Arnsberg |                                                                         |
| Muschwitz                                | seit 1205                          | meißnisch-sächsisches, später brandenburgisch-preußisches Adelsgeschlecht |                                                                         |
| Mußbach                                  | 13. bis 14. Jh.                    | pfälzisches Adelsgeschlecht |                                                                         |
| Mutius                                   | seit 1615 / 1745                   | schlesisches Geschlecht, 1615 kaiserlicher Wappenbrief, 1745 preußischer Adelsstand |                                                                         |
| Mützschefahl                             | ab 12. Jh.                         | niedersächsisches Adelsgeschlecht; nach der zweiten Hälfte des 18. Jahrhunderts erloschen |                                                                         |
| Mylius                                   | seit 1512                          | Kölner Patriziergeschlecht |                                                                         |